# Курт Меєр
Не плутати з льотчиком-асом Куртом Маєром!
Курт Адольф Вільгельм Меєр (нім. Meyer Kurt Adolf Wilhelm; нар. 23 грудня 1910, Єрксгайм — пом. 23 грудня 1961, Гаґен) — німецький воєначальник, бригадефюрер та генерал-майор Ваффен-СС часів Третього Рейху (1944). Кавалер Лицарського хреста Залізного хреста з Дубовим листям‎ та мечами (1944).

## Нагороди
- Сертифікат Німецької асоціації порятунку життя
- Знак учасника зльоту СА в Брауншвейзі 1931
- Німецька імперська відзнака за фізичну підготовку в бронзі
- Спортивний знак СА в сріблі
- Кільце «Мертва голова»
- Медаль «За вислугу років у СС» 4-го, 3-го і 2-го ступеня (12 років)
- Медаль «У пам'ять 13 березня 1938 року» (2 березня 1939)
- Медаль «У пам'ять 1 жовтня 1938» із застібкою «Празький хрест»
  - медаль (12 червня 1939)
  - застібка (12 червня 1940)
- Залізний хрест
  - 2-го класу (20 вересня 1939)
  - 1-го класу (8 червня 1940)
- Нагрудний знак «За поранення» в золоті — існують чутки, що Меєр був поранений близько 30 разів.
- Лицарський хрест Залізного хреста з дубовим листям і мечами
  - лицарський хрест (18 травня 1941)
  - дубове листя (№195; 23 лютого 1943)
  - мечі (№91; 27 серпня 1944)
- Німецький хрест в золоті (8 лютого 1942)
- Орден «За хоробрість» 4-го ступеня, 1-й класу (Болгарія; 6 липня 1942)
- Орден Корони Румунії, лицарський хрест з мечами (3 вересня 1942)
- Медаль «За зимову кампанію на Сході 1941/42» (4 вересня 1942)
- Відзначений у Вермахтберіхт (29 червня 1944)